# Menometrorragia
Menometrorragia (Do grego antigo, meno-, mês; mētra, útero, + -rrhagia, fluxo excessivo) é um transtorno ginecológico caracterizado por frequentes sangramentos uterinos prolongados (mais de 8 dias) ou excessivos (mais de 80ml) em períodos irregulares. Logo, uma metrorragia(sangramento uterino excessivo fora do período menstrual) e menorragia (sangramento excessivo durante a menstruaçao) simultaneamente. Afeta até 24% das mulheres entre 40 e 55 anos (perimenopausa).

## Causas
Existem diversas possíveis causas:
- Problemas na estrutura uterina: pólipos uterinos, endometriose, adenomiose, leiomioma ou adenocarcinoma de endométrio.[4]
- Transtornos da coagulação sanguínea: como deficiência de protrombina, doses excessivas de aspirina e doença de von Willebrand;
- Ciclo anovulatório: mais comuns em jovens poucos anos após a menarca. O estrogênio torna o endométrio espesso, mas sem ovulação, não há progesterona para induzir a fase secretora do ciclo. Como resultado, o endométrio fica mais espesso, torna-se instável;
- Cirrose: quando o fígado é ineficiente no metabolismo do estrogênio.
- Complicações relacionadas à gravidez: pode-se somar aos problemas da estrutura uterina e a problemas endócrinos que resultam em aborto espontâneo.
- Desequilíbrio entre os níveis de estrogênio e progesterona: Ovários poliquísticos, dose inadequada de anticoncepcional.
- Hipotiroidismo: 50 a 200 mg de levotiroxina durante 3-6 meses.

As causas sao as mesmas das menorragia e de metrorragia, frequentemente indicando casos mais graves.

## Sinais e sintomas
Um ciclo menstrual normal é de 21-35 dias de duração, com sangramento com duração média de 5 dias e fluxo sanguíneo total entre 25 e 80 mL. Na menometrorragia o fluxo menstrual total é mais de 80ml por ciclo, suficiente para enxarcar um tampão em menos de 2 horas ou dura mais de 8 dias. Ocorre tanto durante a menstração quanto fora do período do menstrual.
Dor cólica abdominal fora do período menstrual indica tumor uterino ou ovárico. Aumento da quantidade de pelos e acne indicam problemas endócrinos. Sintomas prémenstruais indicam que é ovulatório.
Podem complicar com anemia ferropênica, dismenorreia dolorosa e infertilidade.

## Diagnóstico
O diagnóstico começa com exames para investigar uma possível gravidez ou câncer de útero, enquanto que as investigações envolvem analisar o útero com ultrassom com instilação de solução salina, histeroscopia, biópsia ou/e ressonância magnética para detectar problemas estruturais e hormonais. Exames do tempo de coagulação, como tempo de protrombina, também são recomendados.

## Tratamento
No útero menometrorrágico, inibidores de tromboxano (prostaciclinas) são produzidos em grandes quantidades. Os Anti-inflamatórios não esteroides (AINEs) como diclofenaco e buspirona impedem a formação adicional de prostaciclinas promovendo assim a função dos tromboxanos e diminuindo o fluxo de sangrado menstrual. Também servem como analgésicos.
Moduladores Seletivos dos Receptores de Progesterona (SPRM) atuam nos vasos sanguíneos do útero diminuindo o fluxo sanguíneo menstrual sem afetar os fatores angiogênicos e composição da matriz extracelular. 
Terapia hormonal podem ser feitos com contraceptivos orais ou intravenosos de estrógeno ou progesterona. Essa opção é contraindicada em caso de alto risco de câncer, trombose ou em caso de insuficiência hepática.
Em alguns casos é recomendado cirurgia para remover tumores, fazer dilatação e curetagem ou ablação do endometrio. Esses tratamentos são temporários e com risco considerável de reincidência. Em mulheres que não querem ter mais filhos ou com alto risco de câncer pode-se optar por remover parte ou todo o útero (histerectomia).